# نيكي فرينش
نيكي فرينش (بالإنجليزية: Nicki French) هي موسيقية ومغنية بريطانية، ولدت في 26 سبتمبر 1964 في كارلايل في المملكة المتحدة.

## وصلات خارجية
- الموقع الرسمي
- نيكي فرينش على موقع IMDb (الإنجليزية)
- نيكي فرينش على موقع ميوزك برينز (الإنجليزية)
- نيكي فرينش على موقع أول ميوزيك (الإنجليزية)
- نيكي فرينش على موقع ديسكوغز (الإنجليزية)